# 110 mètres haies aux Jeux olympiques d'été de 1928
Pour un article plus général, voir Athlétisme aux Jeux olympiques d'été de 1928.
Navigation
Paris 1924 Los Angeles 1932
L'épreuve du 110 mètres haies aux Jeux olympiques de 1928 s'est déroulée les 31 juillet et 1er août 1928 au Stade olympique d'Amsterdam, aux Pays-Bas.  Elle est remportée par le Sud-africain Sid Atkinson.

## Résultats

### Finale
| Rang               | Athlète                | Pays            | Temps  |
| ------------------ | ---------------------- | --------------- | ------ |
| Médaille d'or      | Sid Atkinson           | Afrique du Sud  | 14 s 8 |
| Médaille d'argent  | Steve Anderson         | États-Unis      | 14 s 8 |
| Médaille de bronze | John Collier           | États-Unis      | 14 s 9 |
| 4                  | Leighton Dye           | États-Unis      | 14 s 9 |
| 5                  | George Weightman-Smith | Afrique du Sud  | 15 s 0 |
| 6                  | Fred Gaby              | Grande-Bretagne | 15.2   |